# Václav Frost
Václav Frost, též Wenzel Frost (4. února 1814 Nosálov – 21. června 1865 Praha) byl český a rakouský římskokatolický kněz, pedagog a průkopník „bilingvální výuky neslyšících“; během revolučního roku 1848 poslanec Říšského sněmu.

## Život
V letech 1826–1831 studoval na piaristickém gymnáziu v Kosmonosích. Dále studoval filozofii v Praze a nakonec teologii v kněžském semináři v Litoměřicích. Poté byl vysvěcen na kněze. Byl původem Němec, ale v semináři se naučil tak dokonale česky, že mohl česky dokonce i kázat. V roce 1837 byl ustanoven kaplanem ve Mšeně. V blízké obci Libovice bylo několik neslyšících dětí a Frost se ujal jejich výchovy. Dosáhl takových výsledků, že se o něm dozvěděli i na Pražském ústavu pro hluchoněmé (pátém ústavu svého druhu v Evropě), kam byl v roce 1840 povolán za prvního učitele. V roce 1841 se, po smrti svého předchůdce Mückeho, v tomto ústavu stal ředitelem a katechetou. Navštívil několik ústavů v Evropě a vytvořil vlastní metodu, ve výuce znakového jazyka předběhl dobu. Zavedl metodu nazývanou: „Frostova kombinovaná metoda“, nebo také „metoda česká“ či „pražská“, která je blízkým předchůdcem dnešní bilingvální metody ze Skandinávie. Znakový jazyk používal při vyučování některých předmětů; mimo jiné se zde také současně vyučovala artikulace, čtení a psaní. Byl si plně vědom, že neslyšící potřebují oboje, protože budou muset žít ve světě neslyšících i slyšících. Neslyšící učitel Václav Josef Wilczek s podporou Václava Frosta založil první český spolek pro neslyšící, který se nazýval „Podpůrný spolek hluchoněmých sv. Františka Saleského v Praze“. Heslem spolku bylo: „Srdce u Boha a ruku při práci. Spojeni v lásce a věrnosti k vzájemné pomoci“.
Během revolučního roku 1848 se zapojil do politiky. Ve volbách roku 1848 byl zvolen do ústavodárného Říšského sněmu. Zastupoval volební obvod Bělá pod Bezdězem. Profesně se uvádí jako kněz a ředitel. Na sněmu patřil k bloku pravice. V době vyhrocování národnostní rivality v Čechách se snažil o dorozumění mezi Němci a Čechy. Národní listy v nekrologu uvedly, že k národnosti české osvědčil se P. Frost vždy spravedlivým a během svého působení ve sněmu vyzýval německé naše krajany k smířlivosti a k šetření rovných práv národa českého.
V letech 1861–1864 byl členem sboru obecních starších v Praze.

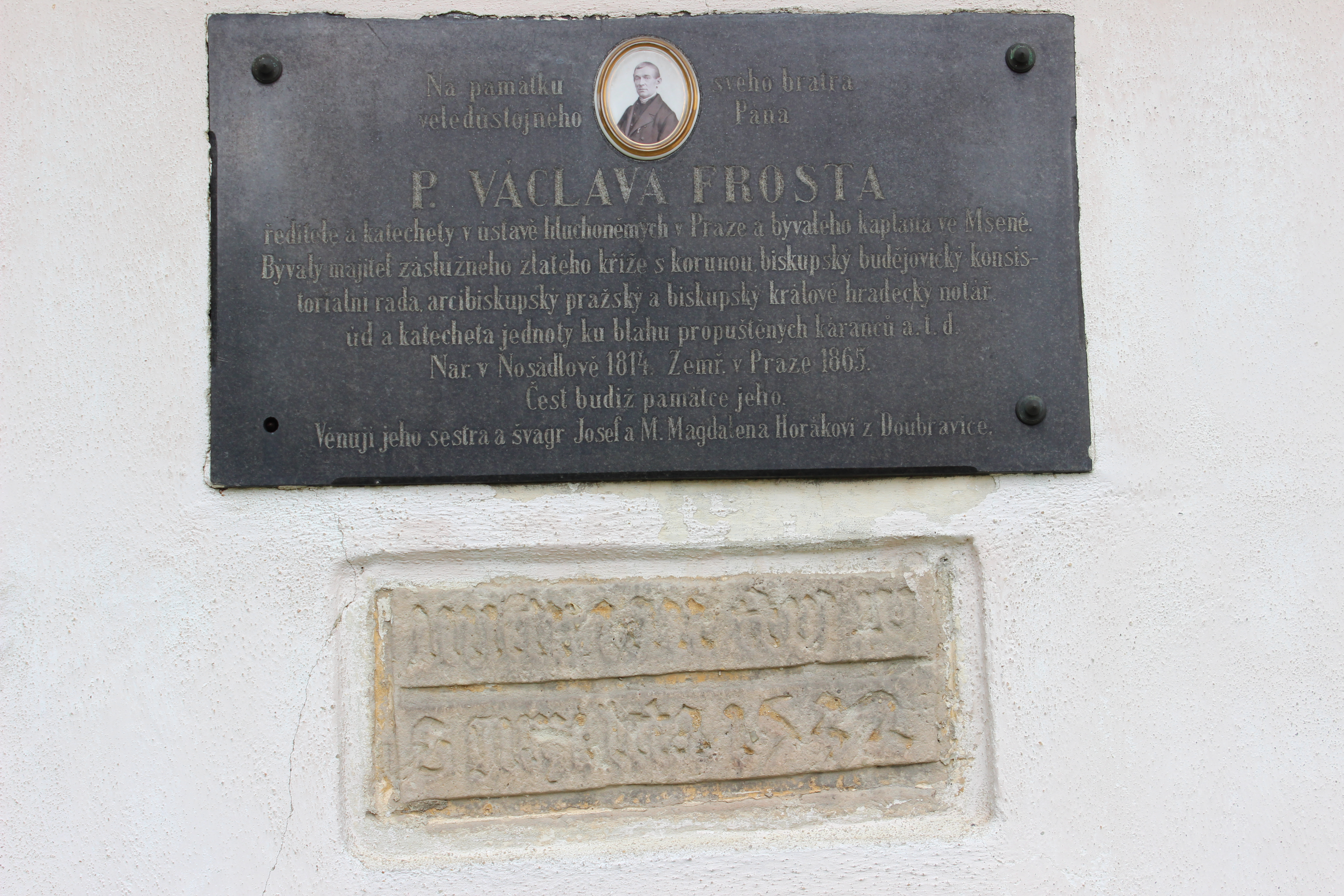
Pamětní deska V. Frosta v Lobči

V období let 1849–1853 vydal řadu populárně naučných publikací: Jen s pravdou ven, Hniloba národa, Český Tomáš a německý Michl a Bděte, Antichrist zde!. Společně s Václavem Koťátkem vydal českoněmecký spis Člověk v podobenství (Der Mensch im Symbol). Pro hluchoněmé žáky vydal Orbis pictus a dvoudílnou Německou učebnici. Václava Frosta inspiroval v jeho pedagogických spisech „Franz Herrmann Czech“ a podle názvu díla "Orbis Pictus" lze soudit, že ho do velké míry inspiroval i učitel národů Jan Ámos Komenský. Pro četné zásluhy o hluchoněmé byl Václav Frost vyznamenán Zlatým záslužným křížem s korunou a jmenován čestným konstitučním radou Budějovickým.
Zemřel na tuberkulózu 21. června 1865. Místo úmrtí je uváděno jako Konojedy, Kozojedy u Černého Kostelce nebo Praha.
Pohřben byl v Praze na Olšanských hřbitovech.
Po smrti se ujal jeho práce v ústavu pro hluchoněmé další katoličtí kněží, Václav Koťátko a po něm Karel M. Kmoch. Katolická církev v Čechách sehrála velice důležitou roli ve vzdělávání neslyšících. Sama založila 3 ústavy a podílela se na řízení dalších. Přestože se v Evropě po Milánském kongresu prosadila téměř výlučně pouze německá metoda vyučování, součástí výuky v Pražském ústavu hluchoněmých byl stále znakový jazyk.
Dne 6. září 2014 mu byla v rodném Nosálově, nedaleko výklenkové kaple na návsi a asi 100 metrů od bývalého dnes již zbořeného rodného domku, odhalena pamětní deska připomínající jeho dvousté výročí narození.

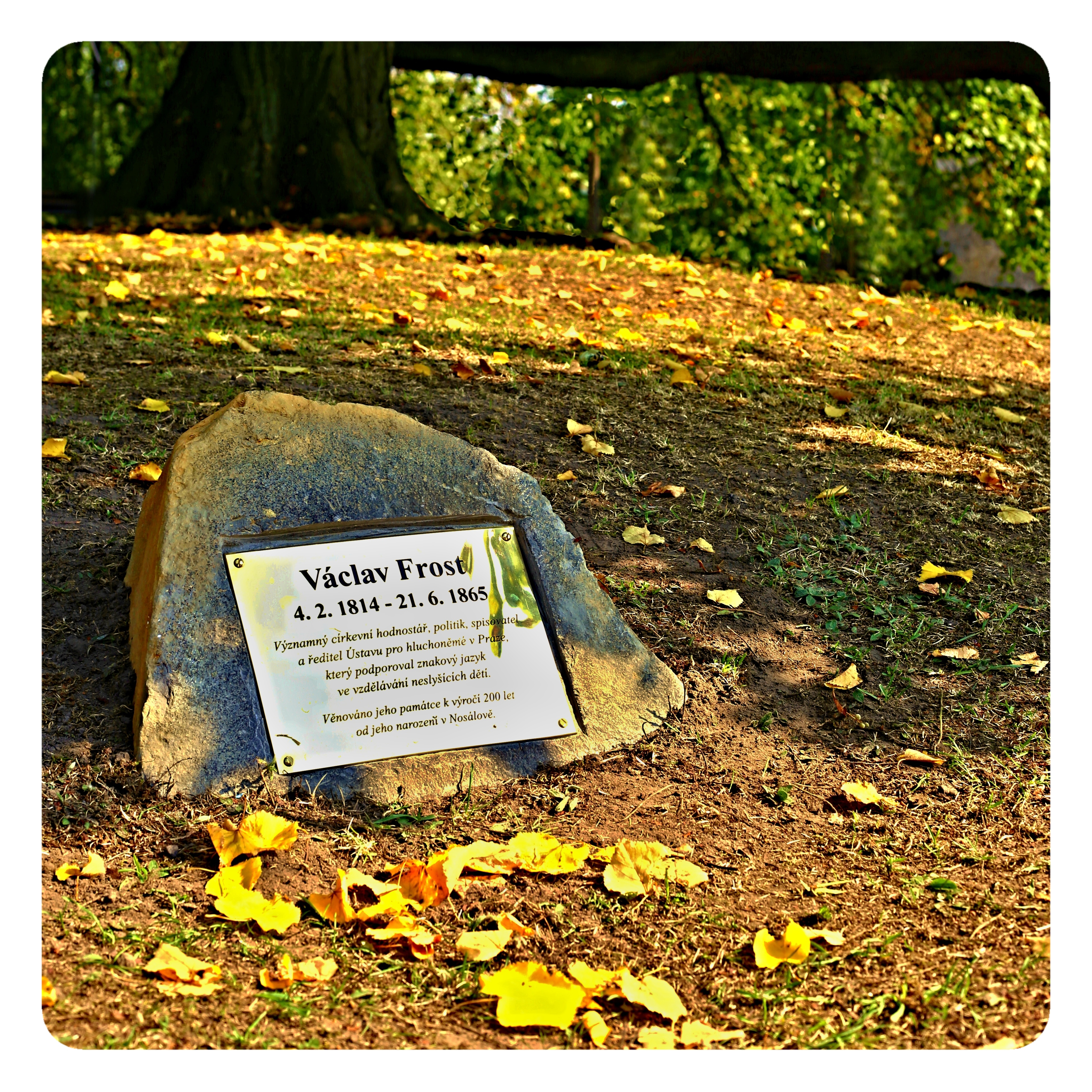
Památný kámen Václava Frosta v Nosálově.